# Пресс-тур
Пресс-тур — маркетинговое и/или пиар-мероприятие (или серия таковых) для работников СМИ, проводимое в случаях, когда есть структура, заинтересованная в продвижении того или иного продукта. Иногда само это мероприятие вызывает интерес журналистов к продукту (коим может быть не только нечто материальное, но и регион страны и/или отрасль) и превращается в информационный повод для репортажей и статей.
Отличительной особенностью пресс-тура от других мероприятий является его продолжительность. В среднем он занимает 2-3 дня, в течение которых организация должна осуществить все действия, реализация которых несёт дальнейшую пропаганду, отражающую организацию в СМИ.